# بريمادونا (أغنية)
بريمادونا (بالإنجليزية:Primadonna) هي أول أغنية من ألبوم إلكترا هارت للمغنية الويليزية مارينا آند ذا دايمنز المعرفوة حاليا بمارينا.
تم إصدار الأغنية لأول مرة بشكل منفرد بتاريخ 20 مارس 2012 من قبل شركة التسجيلات 679 و أتلانتيك في الولايات المتحدة وقد كانت ترويجا لألبوم مارينا الثاني إلكترا هارت، الاغنية من إنتاج دكتور لوك و سيركوت.

## الشهادات و المبيعات
| الدولة                  | الشهادات   | عدد المبيعات |
| ----------------------- | ---------- | ------------ |
| أستراليا (ARIA)         | البلاتينية | 70,000^      |
| أستراليا (IFPI Austria) | الذهبية    | 15,000*      |
| دينمارك (IFPI Danmark)  | البلاتينية | 30,000^      |
| نيوزيلندا (RMNZ)        | البلاتينية | 15,000*      |
| المملكة المتحدة (BPI)   | البلاتينية | 600,000‡     |
| الولايات المتحدة (RIAA) | البلاتينية | 1,000,000‡   |
| إذاعة الأغنية           |            |              |
| دينمارك (IFPI Danmark)  | البلاتينية | 1,800,000†   |

* أرقام المبيعات تعتمد على الشهادة وحدها.
^ أرقام الشحنات تعتمد على الشهادة وحدها.
‡ أرقام المبيعات والبث المباشر تعتمد على الشهادة وحدها.
† أرقام البث المباشر فقط تعتمد على الشهادة وحدها.

## وصلات خارجية
- بريمادونا على موقع أول موفي (الإنجليزية)
- بريمادونا على قاعدة بيانات ديسكوغز (الإنجليزية)
- بريمادونا على موسوعة ميوزيك برينز (MBRG).